# Hylaeus opaciventris
Hylaeus opaciventris är en biart som först beskrevs av Heinrich Friese 1925.  Hylaeus opaciventris ingår i släktet citronbin, och familjen korttungebin. Inga underarter finns listade i Catalogue of Life.